# Villa Salavina
Villa Salavina is een plaats in het Argentijnse bestuurlijke gebied Salavina in de provincie Santiago del Estero. De plaats telt 637 inwoners.